# 박태준 (음악가)
박태준(朴泰俊, 1900년 11월 22일~1986년 10월 20일)은 대한민국의 서양 클래식 작곡가,음악가 등으로 활약을 한 오르간 연주가 겸 작곡가, 음악가이다. 
본관은 밀양(密陽)이다. 경상북도 대구부에서 태어나 계성고등보통학교를 졸업한 이후 미국 터스컬럼 대학교와 웨스트민스터 대학교 음대 및 동 대학원을 나왔다. 귀국 후 평양 숭실전문학교 교수를 거쳐 연세대학교 종교음악학과 창설을 하였으며, 많은 작곡을 하여 한국 음악 발전에 크게 기여하였다. 예술원 음악공로상과 국민훈장 무궁화장 등을 받았다. 1964년 연세대학교 음대 학장을 지냈다.
작품으로 〈계명대학교 교가〉 〈오빠 생각〉 〈집 생각〉 〈사우(思友, 동무 생각)〉 등 150여 곡이 있고, 동요곡집으로 〈중 중 때때중〉, 가곡집으로 〈박태준 가곡집〉 등이 있다.  

## 참고 문헌
- 이 문서에는 다음커뮤니케이션(현 카카오)에서 GFDL 또는 CC-SA 라이선스로 배포한 글로벌 세계대백과사전의 내용을 기초로 작성된 글이 포함되어 있습니다.